# Vinzelberg
Vinzelberg ist ein Ortsteil der Hansestadt Stendal im Landkreis Stendal in Sachsen-Anhalt (Deutschland).

## Geographie
Vinzelberg, ein nach Norden erweitertes Straßendorf mit Kirche, liegt zwischen den Städten Stendal und Gardelegen an der oberen Uchte im Süden der Altmark.
Zwei Kilometer südwestlich von Vinzelberg entspringt der Tanger, ein linker Elbe-Nebenfluss. Das Gelände um Vinzelberg ist leicht hügelig und steigt in Richtung Süden zur Colbitz-Letzlinger Heide allmählich an.
Nachbarorte sind Volgfelde im Westen, Käthen im Norden, Nahrstedt im Nordosten, Wittenmoor im Südosten und Staats im Südwesten.

## Geschichte

### Mittelalter bis Neuzeit
Im Jahre 1306 bezeugte dominus Johannes de vincelberg, also der Kanoniker Johann von Vinzelberg, in Stendal zusammen mit anderen Stendaler Kanonikern eine Altarstiftung des verstorbenen Stiftsherrn Friedrich von Meßdorf in der Nikolaikirche. Weitere Namensträger sind 1320 Conrad Vincelberg in Magdeburg und 1341 Wernerus de vincelberghe in Stendal. Im Landbuch der Mark Brandenburg von 1375 wird das Dorf als Vinselberge und Vincelberge  aufgeführt. Weitere Nennungen sind 1418 czu fi nczelenberge, 1540 Fintzelberg, 1687 Vintzelberg sowie 1804 Dorf und Gut Vinzelberg. Namhafte Gutsherrn auf Vinzelberg waren der Politiker Jordan von Kröcher, Wirklicher Geheimer Rat, Hauptritterschaftsdirektor, Präsident der Preußischen Abgeordnetenhauses, königlich preußischer Rittmeister und Rechtsritter im traditionsreichen Johanniterorden. Ihm folgte bis zur Bodenreform sein Sohn Rabod von Kröcher, der einst als junger Offizier 1912 erfolgreich am Springreiten der Olympischen Sommerspiele in Stockholm teilnahm und die Silbermedaille im Springreiten-Einzel erreichte. Rabod von Kröcher war Eigentümer von Vinzelberg mit Anteilen in Staats, Volgfelde, Börgitz, Deetz, Käthen sowie in Klinke, gesamt 2041 ha Land.
Noch am Ende des 19. Jahrhunderts gehörte die Kröpelwarthe zur Gemarkung Vinzelberg.

### Akazienhaus, Kinderheim und Waisenhaus
Bertha von Kröcher, die Tochter des Gardelegener Landrats Friedrich Wilhelm von Kröcher, richtete am Ende des 19. Jahrhunderts in ihrem eigenen Haus in Vinzelberg, dem Akazienhaus, ein Kinderheim ein. Sie betrieb in dem Haus auch das von ihrem Großvater Friedrich Wilhelm von Kröcher, dem Landesdirektor der Altmark, gestiftete Waisenhaus.

### Kritik der Ersterwähnungen
Vinzelberg soll im Jahre 1006 erstmals urkundlich erwähnt worden sein. Im Jahre 2007 wurde daher die 1000-Jahr-Feier begangen. Da weitere Angaben zur Urkunde nicht mitgeteilt sind, ist zu vermuten, dass es sich hierbei aufgrund der Jahreszahl um die Erwähnung von Welereslevo in der Chronik von Thietmar von Merseburg handeln könnte, die Georg Heinrich Pertz im Jahre 1839 auf das Jahr 1006 datierte. Diese wird aber auch von Pertz dem Dorf Walsleben zugeordnet.
Der Historiker Peter P. Rohrlach weist darauf hin, dass eine angebliche Ersterwähnung von 1254 für Winselburg nicht zu belegen ist.

### Vorgeschichte
In den Jahren 1976 bis 1983 wurde von Funden keramischer Gefäße aus spätrömischer Zeit (3.–5. Jahrhundert) in Vinzelberg berichtet, die im Altmärkischen Museum aufbewahrt werden.

### Eingemeindungen
Ursprünglich gehörte das Dorf Vinzelberg zum Tangermündeschen Kreis der Mark Brandenburg in der Altmark. Zwischen 1807 und 1813 lag es im Kanton Lüderitz auf dem Territorium des napoleonischen Königreichs Westphalen. Nach weiteren Änderungen gehörte die Gemeinde ab 1816 zum Kreis Gardelegen, dem späteren Landkreis Gardelegen.
Am 25. Juli 1952 kam die Gemeinde Vinzelberg zum neuen Kreis Stendal. Am 1. Juli 1994 kam sie zum heutigen Landkreis Stendal.
Nach der Auflösung der Verwaltungsgemeinschaft Stendal-Uchtetal am 1. Januar 2010 wurde die Gemeinde vorerst von der Kreisstadt Stendal mitverwaltet.
Durch einen Gebietsänderungsvertrag beschloss der Gemeinderat der Gemeinde Vinzelberg am 27. Januar 2010, dass die Gemeinde Vinzelberg in die Hansestadt Stendal eingemeindet wird. Dieser Vertrag wurde vom Landkreis als unterer Kommunalaufsichtsbehörde genehmigt und trat am 29. April 2010 in Kraft.
Nach Eingemeindung der bisher selbstständigen Gemeinde Vinzelberg wurde Vinzelberg Ortsteil der Hansestadt Stendal. Für die eingemeindete Gemeinde wurde die Ortschaftsverfassung nach den §§ 86 ff. der Gemeindeordnung Sachsen-Anhalt eingeführt. Die eingemeindete Gemeinde Vinzelberg und der künftige Ortsteil Vinzelberg wurde zur Ortschaft der aufnehmenden Hansestadt Stendal. In der eingemeindeten Gemeinde und nunmehrigen Ortschaft Vinzelberg wurde ein Ortschaftsrat mit fünf Mitgliedern einschließlich des Ortsbürgermeisters gebildet.

### Einwohnerentwicklung
| Jahr | Einwohner |
| ---- | --------- |
| 1734 | 050       |
| 1772 | 034       |
| 1790 | 129       |
| 1798 | 133       |
| 1801 | 123       |
| 1818 | 149       |

| Jahr | Einwohner |
| ---- | --------- |
| 1840 | 260       |
| 1864 | 311       |
| 1871 | 314       |
| 1885 | 375       |
| 1892 | [00]366   |
| 1895 | 343       |

| Jahr | Einwohner |
| ---- | --------- |
| 1900 | [00]323   |
| 1905 | 335       |
| 1910 | [00]354   |
| 1925 | 371       |
| 1939 | 326       |
| 1946 | 510       |

| Jahr | Einwohner |
| ---- | --------- |
| 1964 | 434       |
| 1971 | 442       |
| 1981 | 288       |
| 1993 | 281       |
| 2006 | 288       |
| 2013 | [00]238   |

| Jahr | Einwohner |
| ---- | --------- |
| 2014 | [00]243   |
| 2018 | [00]225   |
| 2019 | [00]226   |
| 2021 | [00]228   |
| 2022 | [00]224   |
| 2023 | [0]219    |

Quelle, wenn nicht angegeben, bis 2006:

## Religion
Die evangelische Kirchengemeinde Vinzelberg, die früher zur Pfarrei Käthen gehörte wird heute betreut vom Pfarrbereich Kloster Neuendorf im Kirchenkreis Salzwedel im Bischofssprengel Magdeburg der Evangelischen Kirche in Mitteldeutschland.
Die ältesten überlieferten Kirchenbücher für Vinzelberg stammen aus dem Jahre 1683.
Die katholischen Christen gehören zur Pfarrei St. Hildegard in Gardelegen im Dekanat Stendal im Bistum Magdeburg.

## Politik

### Ortsbürgermeister
Seit der Kommunalwahl 2019 ist Hans-Jürgen Köhn Ortsbürgermeister der Ortschaft.
Letzter Bürgermeister der Gemeinde Vinzelberg war Werner Stahlberg, gewählt im Jahre 2009.

### Ortschaftsrat
Die Ortschaftsratswahl am 9. Juni 2024 ergab folgende Sitzzahlen:
- Wählergruppe „Feuerwehr Vinzelberg“ (4 Sitze für 246 Stimmen)
- Einzelbewerber Drewitsch (1 Sitz für 66 Stimmen)

Gewählt wurden 3 Männer und 2 Frauen.
Von 192 Wahlberechtigten hatten 105 ihre Stimme abgegeben, die Wahlbeteiligung betrug damit 54,69 Prozent.

### Wappen

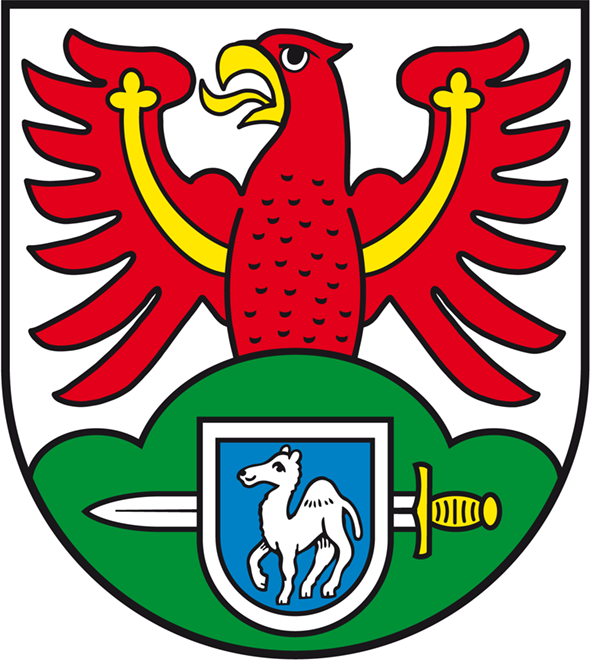
Wappen von Vinzelberg

Das Wappen wurde am 19. Mai 2009 durch den Landkreis genehmigt.
Blasonierung: „In Silber aus grünem Dreiberg wachsend ein roter Adler mit goldenem Schnabel und Zunge sowie goldenen Kleestängeln auf den Saxen, der Dreiberg belegt mit einem querliegenden, die Klinge nach rechts kehrenden silbernen Schwert mit goldenem Griff und Parierstange, und einem das Schwert überdeckenden silbern bordierten blauen Schild, darin ein schreitendes silbernes Dromedar.“
Die Farben der Gemeinde sind – abgeleitet vom Hauptwappenmotiv (Adler) und Schildfarbe – Rot-Weiß.
Der Inhalt des Wappens ist mit einer Legende wie mit dem einst hier begüterten Geschlecht derer von Kröcher verbunden. So ist vom „Winselberg“ überliefert, dass im Mittelalter hier eine fürchterliche Schlacht tobte, infolge derer man das Winseln der Verwundeten und Sterbenden weithin hörte. Der heutige Windmühlenberg nahe am Ort soll damit gemeint sein. In Anlehnung an diese Legende führt das Gemeindewappen einen mit einem Schwert belegten Dreiberg, aus dem der märkische Adler wächst – die Übertragung der politischen Genese aus den vormittelalterlichen Kämpfen zwischen Franken und Sachsen, Slawen und Deutschen.
Weiteres Element im Ortswappen ist das Wappen des Geschlechts derer von Kröcher. Die Herren von Kröcher gehören zum Magdeburger Uradel und siedelten sich schon früh in der Mark Brandenburg an. Ihr seltenes Wappenbild, das Kamel bzw. Dromedar, haben sie mit den ebenfalls erzstiftlich magdeburgischen und etwa zeitgleich erscheinenden Geschlecht von Olvenstedt gemeinsam. Zwischen beiden Familien bestand wohl eine Stammesgemeinschaft.
Das Wappen wurde vom Kommunalheraldiker Jörg Mantzsch gestaltet.

### Sage über das Dromedar im Wappen
Im Wappen des Dorfes ist ein silbernes Dromedar abgebildet, in Anlehnung an das Wappen der Familie von Kröcher. George Hesekiel erzählte 1865 die Wappensage nach: Zwei Söhne der Kröcher befreiten während der Kreuzzüge eine von „Heiden“ gefangene Christin, die auf einem reich beladenen Dromedar gefangen war.

### Flagge
Die Flagge ist Rot - Weiß (1:1) gestreift (Querformat: Streifen waagerecht verlaufend, Längsformat: Streifen senkrecht verlaufend) und mittig mit dem Gemeindewappen belegt.

## Kultur und Sehenswürdigkeiten

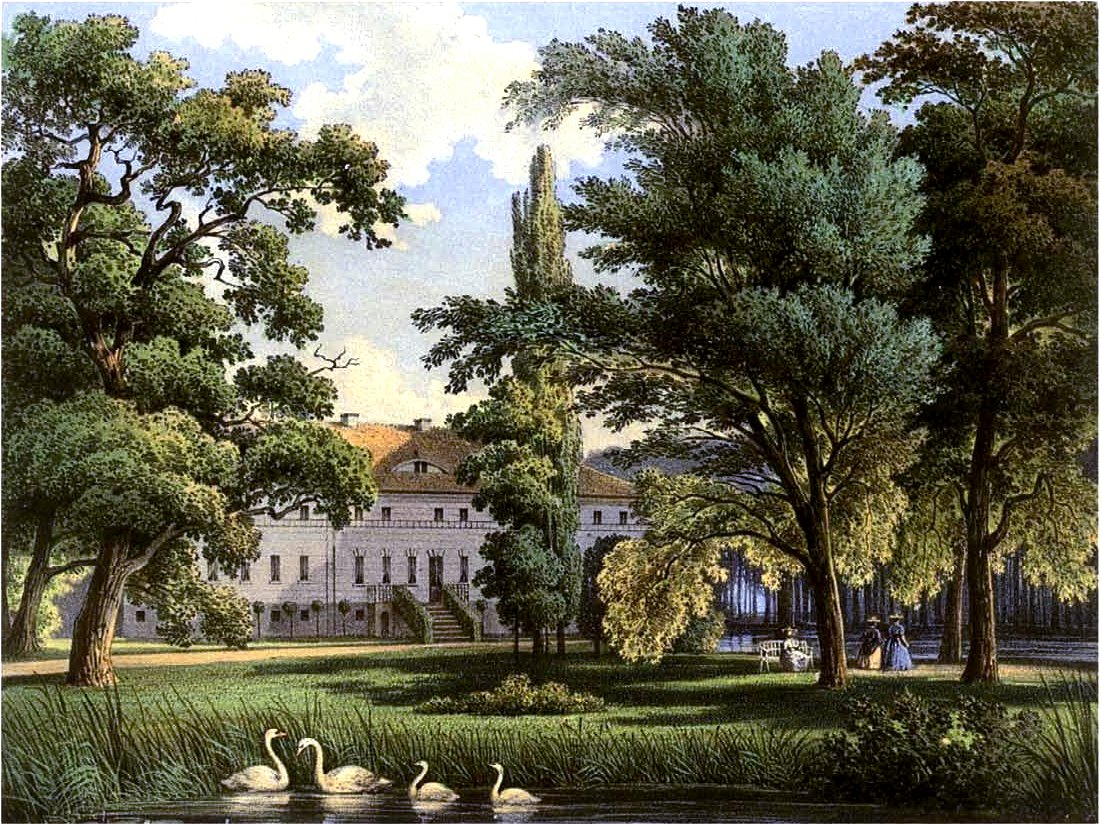
Schloss Vinzelberg um 1860/61, Sammlung Alexander Duncker

- Schloss Vinzelberg, ein ehemaliges Herrenhaus eines Rittergutes (Gutshaus), ist ein klassizistischer rechteckiger Putzbau, der Ende des 18. Jahrhunderts durch den Minister von Ingersleben errichtet und Ende des 19. Jahrhunderts von Ferdinand Schorbach umgebaut wurde.[32] Es gehörte ab 1816 bis zur Enteignung 1945 der Familie von Kröcher. In den Jahren 1990 und 1991 wurde das Baudenkmal am Südende des Dorfes aufwändig renoviert. Es befindet sich seit 1996 im Eigentum der Stiftung Uhlebüll in Niebüll, die im Schloss ein Wohnheim für Menschen mit Behinderungen betreibt.[33]
- Der Schlosspark ist ein Landschaftspark mit alten Bäumen, einem alten Weinberg und verstecken Wegen und Tümpeln.
- Die evangelische Dorfkirche Vinzelberg wurde 1866/67 als neoromanischer Backsteinkirche im Rundbogenstil auf Veranlassung von Bertha von Kröcher (der Ehefrau von Friedrich Wilhelm von Kröcher) auf den Fundamenten des romanischen Vorgängerbaus errichtet.[34][32]
- Die Grabplatten an der Kirche aus dem 16. und 17. Jahrhundert wurden 1868 von Adolf Matthias Hildebrandt beschrieben.[35]
- Der Ortsfriedhof ist auf dem Kirchhof.
- Am Dorfeingang steht beim Dorfgemeinschaftshaus seit dem Jahre 2007 ein Denkmal für die Opfer von Krieg, Vertreibung und Gewalt.[36] Auf dem Dorfplatz steht ein Jahrtausendstein.[13]

## Wirtschaft und Infrastruktur

### Verkehr
In Vinzelberg kreuzt die Landstraße Kläden–Lüderitz die Bundesstraße 188 (Burgdorf – Wolfsburg – Stendal – Rathenow). Eine Umgehung mehrerer Orte, darunter Vinzelberg, wurde 2007 fertiggestellt, sodass die Bundesstraße 188 rund einen Kilometer nördlich der Gemeinde verläuft.
Es verkehren Linienbusse und Rufbusse von stendalbus.
In etwa einem Kilometer Entfernung des Ortes auf der Gemarkung des Nachbarortes Käthen befindet sich der Bahnhof Vinzelberg. Der Bahnhof liegt an der Bahnstrecke Berlin–Lehrte und wird im Stundentakt von der Regionalbahnlinie RB 35 nach Stendal und Wolfsburg mit Zügen des Typs Alstom Coradia LINT bedient.

## Persönlichkeiten
- August Henning von Kröcher (1817–1887), Politiker, Mitglied des Preußischen Herrenhauses, geboren in Vinzelberg
- Bertha von Kröcher (1857–1922), deutsche Sozialreformerin, betrieb das Akazienhaus in Vinzelberg
- Karl-Heinz Pahling (1927–1999), Streikführer beim Aufstand vom 17. Juni 1953 in der DDR, geboren in Vinzelberg